# Амир-Султан I (аварский нуцал)
Андуник (авар. ГӏандуникӀ) (греч. Ανδρόνικος), также Амир-Султан (конец XII века—начало XIII века) — сын Байсара, аварского нуцала.
Наличие мусульманского имени у «неверного» князя, воевавшего с мусульманами, сидевшими в центре Аварии, не является необычным. Подобные мусульманские имена были употребляемы у христианской знати Кавказа начиная с IX века в течение нескольких столетий.

## Биография
В 580 году по хиджре (1184 год), войско газиев Чубана ибн Султаналибека, состоящее из кайтагов, аварцев, чеченцев и в особенности лакцев, преследовали Амир-Султана, находящегося в то время в чеченских владениях, Шубут, Аргун, Варанд, после оказались в Тушетии. У горы Свли-лам, где стоит крепость, их прогнали. Газии не смогли пройти ту крепость и мост, так был разрушен. Тогда они повернули обратно, и пришли в Варандо. Там стояли 2 дня, а все ушли к Мискндвкъ. Газии пошли за ними туда в сторону Зонаха. В Зонах стояла башня и газии не решились переходить на ту сторону, хотя воинов они имели больше. К этому моменту успели подойти чеченская подмога из Вашандара, Варанда… Те же, кто был из Вашандара, окружили Амир-Султана, и не дали газиям пройти к нему. У подножьях горы Мискдукъ произошли первые боестолкновения. Позже пришлось отступить к селу Варандо, где и произошла трехдневная битва, в которой войска газиев уже взяв несколько домов села, вдруг получили удар с засады в виде хевсуров и орстхойцев. Газии оказавшись в окружении, получили контратаку в виде вашандаройцы, после чего начали отступать шаг за шагом. Тогда из своих укрытий вышли остальные и всех перебили. Газии бежали, кого-то взяли в плен. Все те, чеченцы, тушинцы и прочие кто перешел в Ислам, тут же отвернулись от него и присоединились к Нуцалу, который в благодарность чеченцам, дал им в личное владение селение Риквани.
Приблизительно через 30 лет после смерти Абу-Муслима, Амир-Султан собрал войско из аварцев, вайнахов и тушей и с помощью своих тайных сторонников в Хунзахе напал на газиев. Среди них был наместник в Аваристане Амир-Ахмад ибн Чуфан. Они были либо истреблены или изгнаны, Амир-Султан стал аварским нуцалом, народ постепенно отказался от Ислама.
Согласно «Тарихи Дагестана», как к власти пришел Масумбек, примерно лет 40 прошло, к моменту когда Хунзахом стал править его правнук Амир-Ахмад ибн Чупан.
Согласно же «Хунзах-наме», его звали Андуник, но, возможно, это его христианское имя, и он его позже сменит на мусульманское, и он через некоторое время, собрал войска, начиная от Цумтал и до Аришти, и возможно Алан, и подошел к Хунзаху ночью, где в это время правил наиб Амир-Ахмад. Далее, опираясь на «Тарихи Дагестана», Амир-Султан атаковав Хунзах с севера, заставил покинуть Абу-л-Муслима (внука или правнука шейха Абу-л-Муслима) столицу Аварии, в результате чего, город был взят, Амир-Ахмад был убит и обезглавлен, а его голова была выставлена на обозрение. Согласно устной традиции, аварцы убили Амир-Ахмада в местности Карчик в 4 км от села Батлаич, а затем похоронили на окраине Хунзаха, в местности под названием «Самилазул хіор» (авар. — «Озеро самилахцев»). По мнению Б. Г. Маллачиханова, убийство Амир-Ахмада произошло в начале XIII века.
После этого в Хунзахе была восстановлена власть старой династии с ее староиранскими традициями, одним из материальных проявлений которых является известная хунзахская колонна с сасанидской символикой, датированная П. М. Дебировым XII—XIII веком. Государственной религией было восстановлено христианство православного, грузинского толка, в горной Аварии была создана метрополия грузинской православной церкви, которую возглавил «католикос хундзов», вероятно ещё в пределах третьей четверти XII века.
Однако на этом война не закончилась, согласно «Тарихи Дагестана», Амир-Султану пришлось ещё 14 лет, по другой версии 24 лет, воевать против соседей мусульман. Нуцальство было взято, как бы, в блокаду, в том числе и экономическую, в конце концов был заключен мир, с разрешением распространения ислама в Нуцальстве. Причем следует считать, что это произошло за долго до 1319 года, которым датируется сама хроника «Тарихи-Дагестана». В «Хунзах-наме» сообщается, что условием мира между Абу-Муслимом (сын Юсуфа (или сына Юнуса сына Мухаммада) сына шейха Абу-Муслима), с одной стороны, и Нуцальством, с другой стороны, стало принятие нуцалом ислама с сохранением власти в руках нуцала. В «Тарих Дагестан» сообщается, что хунзахцы и их правители приняли ислам через 24 года после убийства Амира Ахмада ибн Чупана. В последующий период аварские нуцалы под флагом «борьбы за веру» стремились расширить границы своего владения и вели наступления в первую очередь на соседние языческие аварские и андо-цезские союзы сельских общин, которые упорно отстаивали свою независимость. Видимо тогда Андуник сменил имя на Амир-Султан.
Согласно аргванийским преданиям, записанным по-арабски в послеордынскую эпоху: «Абумуслим умер там по истечении тридцати лет. Затем в Аваристане появился муж из потомков Сураката по имени Хунзак. Султанская власть над Аваристаном осталась в его руках. Умножились его потомки, и та султанская власть переходила между ними от одного к другому. Все князья Хунзака — из числа потомков Сураката, а не из потомков пророка». Более того, в самом Хунзахе М.-С. Д. Саидов обнаружил рукопись, которая была переписанна рукой «Адама, сына Кархана, сына Адама, сына Кархана, сына Хунзака» в 1372 году. Дагестанский востоковед А. Р. Шихсаидов предлагает читать имя Кархан, как Гулихан. Таким образом, указание Л.Мровели на существование в прошлом в горах Дагестана имени собственного «Хунзах» подтверждается достоверным материалом. Однако согласно этой «Истории сел. Аргвани» этот Хунзак — потомок Сураката, который никогда не изменял исламу.

## Взятие Гази-Кумуха
Дагестанская историческая хроника «Тарих Дагестан» фиксирует:«…зеркало согласия между князьями Кумуха и Хайдака разбито было усилиями Сатаны. Те из потомков князя мучеников (Хамзы), которые в продолжении этих беспокойств были живы из числа владетелей Хайдакских, а именно Мухаммед-хан, Ашир-хан и Амир-хан, нашли убежище у повелителей Аварии и обязались быть их союзниками… Там произошли между ними и князьями Кумухскими страшные войны… Царь Аварский послал письмо и посланников, избранных из числа мудрых и красноречивых людей, к султану Каутар-шаху в страну турок… и предложил союз и дружбу согласно законам соседства и на условиях взаимной помощи в войнах со своими врагами и недоброжелателями», причём соглашение было подкреплено родственными узами - Каутар-Шах взял прекрасную дочь царя аварского в жены своему сыну Кей-Кобаду, а прелестную сестру последнего выдал за Саратана — сына царя аварского… Во исполнения этого соглашения «… пошёл Каутаршах на Гумик с войсками тюрок с восточной стороны», а войска «вилайата Авар» и Хайдака «с западной стороны». Произошло это в 637 году по хиджре (около 1240 года).
Описанные в «Тарих Дагестан» события представляется, таким образом, возможным датировать месяцем рамадан 637 года по хиджре, т. е. мартом 1240 года. Учитывая упоминание в хронике в связи с указанными событиями термина «тюрк», а также наличие надписей на камне о приходе монгольских войск осенью 1239 года в аул Рича, что в километрах 60 к югу от Кумуха, можно говорить, что разгром Кумуха, описанный в «Тарих Дагестан», был учинен монгольским отрядом, поддержанным войсками соседних с Кумухом областей - Аварии и Кайтака.
То есть согласно хронике, отец Саратана, если им являлся Амир-Султан, после того, как отбил своё нуцальство у Исламских Газиев, вскоре объединившись с Ордой, а также с Кайтагскими правителями и уже наносят сокрушительный удар по самому центру Газиев - Гази-Кумух. По этому поводу хроника сообщает:"они прибыли во вторник первого рамазана в дни Наджмуддина....Саратан и Каутар опустошили Кумух… и все князья Кумухские, происходящие от Хамзы, рассеялись по разным частям света».
Считается, что Амир-Султану наследовал его сын Саратан.